# Jacques Bénigne Bossuet
Jacques Bénigne Bossuet (Digione, 27 settembre 1627 – Parigi, 12 aprile 1704) è stato uno scrittore, vescovo cattolico, teologo e predicatore francese.

## Biografia
I suoi genitori erano Bénigne Bossuet (1592-1667), avvocato poi vice procuratore generale del Parlamento di Borgogna, nominato nel 1638 consigliere del Parlamento di Metz, e Marguerite Mochet (1595-1660), anch'egli proveniente da una famiglia di magistrati.

### Origine e percorso
Originario di una famille de robe, fu dapprima inserito presso i Gesuiti di Digione (da cui ricevette un'educazione classica, propedeutica del greco e del latino); poi, a 15 anni, andò a Parigi, presso il Collegio di Navarra, per completare gli studi. Qui ebbe per maestro Nicolas Cornet che gli fornì un'ampia conoscenza della filosofia e della filologia. Nel 1652 ricevette gli ordini sacri, dopo aver subito delle pubbliche prove che attirarono su di lui l'attenzione generale, nonché l'amicizia del Grand Condé. Dopo aver ricevuto il sacerdozio e il titolo di dottore, lasciò Parigi per stabilirsi a Metz, dove suo padre era stato consigliere al parlamento, e dove egli era stato nominato canonico.

### Sermoni
Spesso chiamato a Parigi, cominciò ad acquisire una grande fama grazie ai suoi sermoni e ai suoi panegirici dei santi. Predicò in avvento e in quaresima di fronte alla regina madre e al re, e operò tra i Protestanti un gran numero di conversioni, tra le quali si citano quelle di Turenne, di Dangeau e di Mademoiselle de Duras: fu per favorire queste conversioni che scrisse la sua Exposition de la doctrine de l'Eglise (“Esposizione della dottrina della Chiesa”).
La maggior parte dei suoi discorsi improvvisati è andata persa. Qualche ora prima di salire sul pulpito, meditava sul testo biblico, gettava qualche parola su carta, qualche passaggio dei Padri, per guidare il discorso; qualche volta dettava rapidamente dei pezzi più lunghi, poi si abbandonava all'ispirazione del momento e all'impressione che faceva sugli uditori.

### Vescovo di Condom
Il 21 settembre 1670, Charles-Maurice Le Tellier divenuto arcivescovo di Reims, consacrò, col permesso del Papa, Jacques Bénigne Bossuet vescovo di Condom, nella chiesa dei Conventuali a Pontoise.

### Orazioni funebri
In quello stesso anno e negli anni seguenti, pronunciò le sue Orazioni funebri, nelle quali faceva risuonare con eleganza la nullità delle conquiste umane. Pronunciò l'orazione funebre di Enrichetta d'Inghilterra, regina d'Inghilterra e di Anna d'Austria. Le orazioni funebri che ci sono rimaste non sono che sei; capolavori di un'eloquenza senza precedenti. Bossuet non si serviva della lingua degli altri uomini; egli creava la sua a misura delle necessità del suo pensiero e dei suoi sentimenti: tutto il suo modo di esprimersi gli appartiene in modo precipuo.

### Precettore del delfino

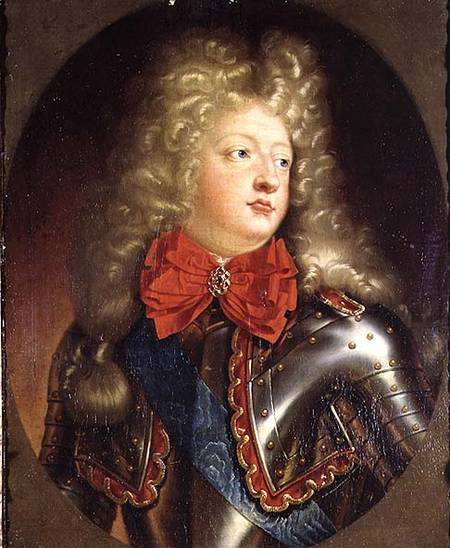
Il Delfino di Francia, Luigi di Borbone

Divenne precettore del delfino Luigi di Francia (1661-1711), figlio del Re Luigi XIV e di Maria Teresa di Spagna. Nel 1681, scrisse il suo Discours sur l'histoire universelle (“Discorso sulla storia universale”) nel quale, dopo aver brevemente riassunto i fatti, ne ricerca i motivi nel disegno che Dio ha per la sua Chiesa. Si viene sopraffatti, disse Voltaire, dalla forza maestosa con la quale descrive i costumi, il governo, l'ascesa e il declino dei grandi imperi, e da quei tratti rapidi di una verità energica, con i quali dipinge e giudica le nazioni. Per il delfino, egli scrisse anche Traité de la connaissance de Dieu et de soi-même (“Trattato sulla conoscenza di Dio e di se stessi”), nel quale segue da vicino la dottrina di Cartesio, mostrandosi tanto filosofo quanto scrittore.

### Scrittore

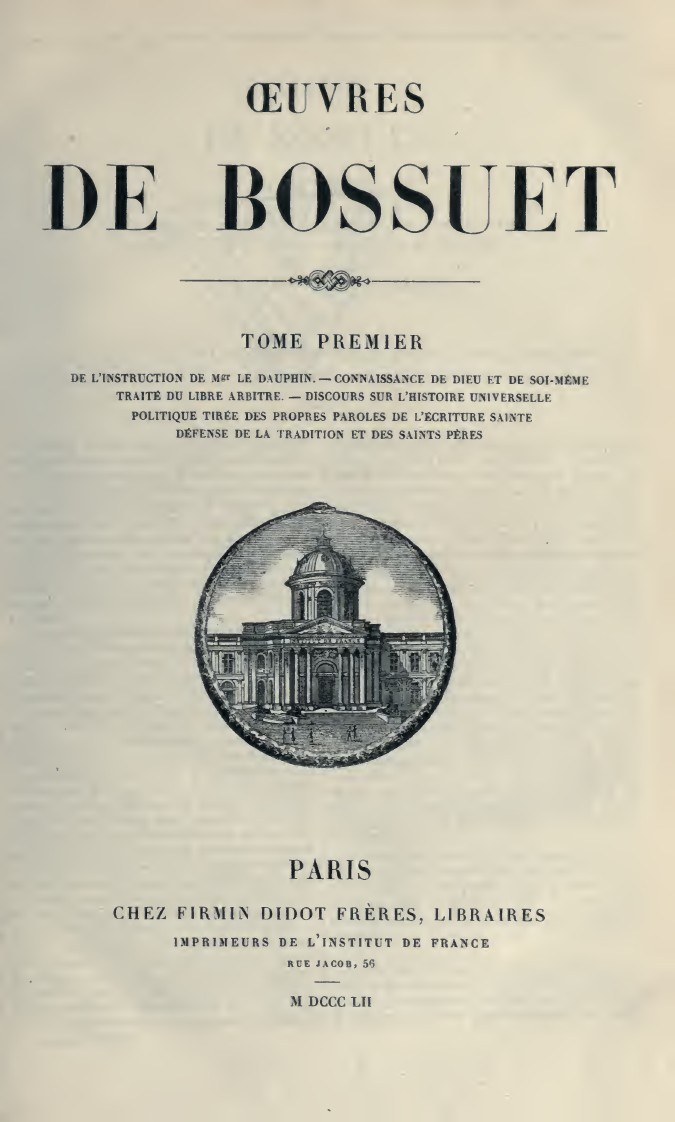
Frontespizio delle Opere

Eletto membro della Académie française nel 1671, Bossuet fu membro della compagnie du Saint-Sacrement.

### Vescovo di Meaux
Nel 1681, una volta completata l'educazione del delfino, fu nominato vescovo di Meaux e da quel momento si dedicò alle incombenze dell'episcopato, tra cui le frequenti prediche, e lottò, nella veste di teologo, contro i Protestanti. Scrisse il celebre Catéchisme de Meaux (“Catechismo di Meaux”, 1687) e compose per i religiosi della sua diocesi le Méditations sur l'Evangile (“Meditazioni sul vangelo”) e le Elévations sur les Mystères (“Innalzamenti sui misteri”).

### Predicatore
Bossuet fu un importante predicatore e direttore per il clero francese.
Nell'assemblea del clero del 1682, in occasione delle dispute tra il re e il papa, scrisse la dichiarazione sulle libertà della Chiesa gallicana nel 1682, che fissava dei limiti al potere del papa, e redasse i Quattro articoli del 1682, che sono rimasti legge dello stato e che hanno provocato accese discussioni; il papa ne fu molto irritato e li fece bruciare.

### Lotta contro il quietismo

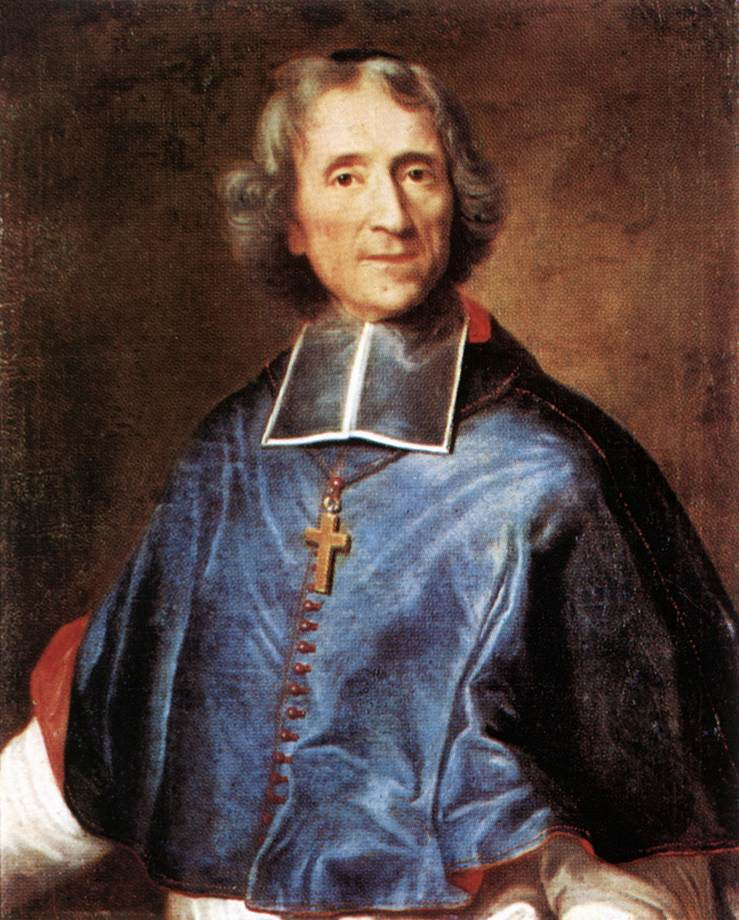
Fénelon, il rivale di Bossuet

Si trovò così in lotta con Fénelon, che propendeva per il quietismo: egli screditò il suo avversario presso il re, che esiliò l'arcivescovo di Cambrai, e allo stesso tempo presso il papa, che condannò le Maximes des Saints (“Massime dei santi”) dove sosteneva la dottrina dell'amore di Dio per se stesso, senza alcuna traccia di quel timore che alcuni teologi definivano servile. Gli si rimprovera l'eccessiva acredine mostrata in questa circostanza.
Bossuet morì per dei calcoli renali a Parigi, il 12 aprile 1704.

## Opere di Bossuet
- Oraison funèbre de Henriette-Marie de France (1669)
- Exposition de la doctrine de l'église catholique sur les matières de controverse 1671.
- Discours sur l'Histoire universelle (1681)
- Oraison funèbre du Grand Condé (1687)
- Histoire des variations des Églises protestantes (1688)
- Défense de la Tradition et des saints Pères (1693)
- Maximes et réflexions sur la comédie (1694)
- La Politique tirée de l'Écriture sainte (postumo) (1709)
- Traité de la connaissance de Dieu et de soi-même (postumo) (1741)
- Sermons (postumo) (1772)

Opere complete (in francese)
1. in 20 volumi 1745-1753
2. in 19 volumi 1772-1788
3. in 45 volumi 1813
4. in 60 volumi 1825
5. in 62 volumi 1828-1830
6. 1862

## Opere su Bossuet
- Victor Vaillant, Etudes sur les sermons de Bossuet, 1851
- Thérèse Goyet, L'Humanisme de Bossuet, le goût de Bossuet, 1965

## Genealogia episcopale e successione apostolica
La genealogia episcopale è:
- Cardinale Scipione Rebiba
- Cardinale Giulio Antonio Santori
- Cardinale Girolamo Bernerio, O.P.
- Arcivescovo Galeazzo Sanvitale
- Cardinale Ludovico Ludovisi
- Cardinale Luigi Caetani
- Vescovo Giovanni Battista Scanaroli
- Cardinale Antonio Barberini, O.S.Io.Hieros.
- Arcivescovo Charles-Maurice Le Tellier
- Vescovo Jacques Bénigne Bossuet

La successione apostolica è:
- Vescovo Jacques de Goyon de Matignon (1673)
- Vescovo Pierre de La Broue (1680)
- Arcivescovo François de Salignac de La Mothe-Fénelon (1695)